# Sambuca Pistoiese
Sambuca Pistoiese és un municipi d'Itàlia a la Toscana, província de Pistoia. El 2023 tenia 1.439 habitants.